# Tanystylum oedinotum
Tanystylum oedinotum là một loài nhện biển trong họ Ammotheidae. Loài này thuộc chi Tanystylum. Tanystylum oedinotum được miêu tả khoa học năm 1923 bởi Loman.